# Simbologia dels colors
La simbologia dels colors en l'art i en l'antropologia es refereix a l'ús del color com a símbol en les diverses cultures. Hi ha una gran diversitat en l'ús dels colors i les seves associacions entre cultures [1] i fins i tot dins de la mateixa cultura en períodes diferents. El mateix color pot tenir associacions molt diferents dins de la mateixa cultura en qualsevol moment. La diversitat en el simbolisme del color es produeix perquè els significats i el simbolisme del color es produeixen de manera individual, cultural i universal. El simbolisme del color també depèn del context i està influït pels canvis al llarg del temps. Les representacions simbòliques de conceptes o articles religiosos poden incloure un color específic al qual s’associa el concepte o l'objecte.

## Context
L'origen etimològic del terme color prové del llatí celare, que significa ocultar o amagar-se, fent referència a la capacitat del color per cobrir. Aquest concepte és essencial per a la comprensió del seu simbolisme, que es desplega en diverses disciplines com l'art, la literatura, la religió, la política; la llengua, la química i l'òptica.
Michel Pastoureau sosté que la societat és l'entitat que confereix significat als colors, establint codis i valors. Aquest fenomen no es limita a una qüestió artística o biològica; més aviat, és una construcció social que influeix en la percepció del color i el seu simbolisme.
En la cultura europea, s'han identificat sis colors principals (negre, blanc, vermell, groc, verd i blau) i cinc semi colors (marró, taronja, rosa, violeta, gris). Tot i això, existeixen diverses tonalitats entremig , reflectint la riquesa i la complexitat d'aquest element.

## Història
La història del color es remunta a la prehistòria, on els éssers humans utilitzaven els pigments negres, vermells i blancs per decorar el seu entorn, amb representacions artístiques. Tant de la seva vida com de les caceres.
A l'antiguitat, Egipte, els colors eren significatius en l'àmbit escultòric i religiós, simbolitzant l'espiritualitat.
Durant l'edat mitjana, es produeixen divergències en l'ús dels colors a l'Església catòlica. Michel Pastoureau esmenta que creien que els colors representen la matèria vil i són un artifici inútil afegit per l'home a la creació. Aquests van suprimir la decoració de llocs, llibres, roba i utensilis de culte.
En aquesta època, el cristianisme influencia profundament sobre el simbolisme dels colors, associant-los amb virtuts com la puresa, la humilitat i la penitència. El vermell representa la tela tenyida, el negre la tela bruta i el blanc la tela sense tenyir. Amb el temps, el significat dels colors evoluciona, adoptant nous matisos i associacions. El simbolisme del color continua sent un fenomen en constant canvi, subjecte a la percepció individual, cultural i universal, com destaca Michel Pastoureau.
El paper del color en la història dels escuts ha estat d'una importància notable. Aquest element, present tant a l'edat mitjana com en l'actualitat, contribueix a la composició distintiva dels escuts, que solen incorporar figures i una paleta cromàtica variada; incloent-hi animals, símbols i altres elements. Això ha servit per a distingir les diferents famílies nobles, institucions i comunitats, tant en batalles com a escala diplomàtica.
Així doncs, el color emergeix com un element clau en la història de l'art i com una expressió complexa de significats que transcendeixen les fronteres culturals i temporals.

## Associacions comunes
El color és un element que no té una simbologia exacta i fix. Segons els costums, la tecnologia i els fets històrics han amprat un significat o un altre.

### Vermell
El color vermell, al llarg de la història, ha adquirit una rica simbologia que reflecteix diversos aspectes de la vida i la cultura. Aquest color simbolitza la sang, la vida i la mort així com l'amor, la passió i el perill, com es manifesta en els senyals. Des de l'Antiguitat, el vermell ha estat associat al foc i la sang, emfatitzant la seva connexió amb temes poderosos i elementals.
El vermell també té significat relatiu al poder, tant en contextos religiosos, on és emprat per papes i cardenals, com en àmbits militars, simbolitzant la força i la valentia. Aquest color té una dualitat inherent, ja que pot representar dignitat i claredat, però també pot evocar temptació i infern.
Després de la Revolució Francesa, el vermell va adquirir especial rellevància com a símbol de revolta i moviments de protesta. Més endavant, partits obrers, comunistes i la Unió Soviètica van adoptar aquest color com a emblema; consolidant encara més la seva associació amb ideologies de canvi i transformació social.
A la cultura oriental, particularment a la Xina, el vermell té una connotació positiva, simbolitzant bona sort i felicitat. Aquesta perspectiva contrasta amb algunes de les connotacions occidentals, destacant la diversitat de significats que aquest color pot adquirir en diferents contextos culturals.

### Blau
El blau, sent un color primari, destaca com el color fred per excel·lència. Aquesta tonalitat està intrínsecament lligada a l'oceà i al cel, simbolitzant sovint la serenitat, l'estabilitat i la inspiració. El blau representa la calma i simbolitza la confiança. A l'Església catòlica, la Mare de Déu Maria es representa amb freqüència vestida de blau, simbolitzant estar plena de gràcia pel favor diví. Aquest color diví es relaciona amb qualitats espirituals i transcendents.
Històricament, a l'època romana, el blau estava associat a la infantesa. Ha estat un color associat al sexe masculí, qüestió que està sent considerada per la societat per trencar amb aquest lligam estereotipat. Al segle xix, Levi Strauss, fabricant tèxtil, va llançar al mercat uns pantalons texans elaborats amb cotó tenyits de color blau. Aquests es van convertir en un gran fenomen, un símbol de l'adolescència. El blau té un gran impacte dins el món de la moda.
El blau s'ha convertit en el color preferit a les cultures occidentals i s'associa amb l'harmonia i la fidelitat. Moltes marques, partits polítics i mitjans de comunicació utilitzen aquest color perquè els ciutadans els relacionin amb confiança i lleialtat. Aquesta associació busca relacionar qualitats positives.

### Groc
El color groc és una tonalitat càlida de l'espectre lluminós, evoca sentiments d'alegria i vitalitat. A més, és considerat el color més clar d'aquest espectre.
Històricament, durant l'Imperi, el groc estava associat als sentiments d'alegria i celebracions, com el matrimoni. A la cultura medieval, el color daurat era percebut com a positiu, simbolitzant la llum, l'energia del sol i l'alegria, mentre que el groc podia tenir connotacions més negatives, com la traïció o la fatiga.
Avui en dia, a la cultura occidental, el groc pot ser associat a la llum i l'energia, però també pot percebre's negativament com el color de l'enveja, l'estrès i l'ansietat. A Espanya, dins el món teatral, el groc és considerat el color de la mala sort.
El groc és àmpliament utilitzat en campanyes i productes que veiem al nostre voltant. Té la capacitat d'atraure l'atenció.
Els taxis empren aquest color per destacar, cridar l'atenció i fer notar la seva presència. També es tracta d'un color que facilita la concentració, d'aquí que molts estudiants facin ús dels fluorescents per a subratllar els seus apunts.
Considerat com un color primari, el groc no només és lluminós sinó que també té significats simbòlics en altres cultures. A la cultura xinesa, per exemple, el groc és considerat un color noble. Pels grecs antics, era el color d'Apol·lo, déu de la llum.

### Verd
El color verd s'utilitza amb més freqüència per representar la natura, la vegetació, la curació o la fertilitat, ja que és un color dominant en l'entorn natural. Aquest color simbolitza la serenitat i l'esperança, i la seva presència pot generar una sensació de relaxació. No obstant això, en certs països es fa servir per simbolitzar els diners, l'avarícia o la gelosia.
Històricament, el verd ha estat relacionat amb el món vegetal i es va consolidar com a símbol de la natura durant el Renaixement i, posteriorment, amb el Romanticisme. En l'àmbit de la comunicació, la publicitat i el màrqueting, el verd ha tingut un paper clau en el fenomen conegut com a greenwashing. Aquest es refereix a la pràctica en què una marca s'associa amb el color verd, per fer l'efecte que està compromesa amb el medi ambient i la sostenibilitat.
El verd es relaciona amb conceptes de salut i l'orgànic, establint-se com un color que evoca una connexió positiva amb la natura. En l'àmbit del joc i la renovació, el verd també ha tingut un paper simbòlic significatiu.

### Negre
El negre, juntament amb el vermell i el blanc, constitueix un dels primers pigments utilitzats per l'ésser primitiu. A la cultura occidental, aquest color ha adquirit connotacions negatives, associant-se amb sentiments com el dolor, el mal i la mort. En la Bíblia, el negre s'associa amb el pecat, la foscor i el dol. Amb el pas del temps, ha evolucionat cap a una percepció de serietat i solemnitat, convertint-se en un color sobri.
Des del segle XIX, segons les observacions de Camille Viévllie, el negre ha estat caracteritzat com un color relacionat amb el que és masculí, seriositat i espiritualitat. Aquesta atribució destaca la seva influència en la moda i la cultura, formant part d'un estil sofisticat i reservat.
Actualment, el negre s'ha convertit en un color bàsic i versàtil a l'hora de vestir-se, ja que harmonitza amb qualsevol altre color i no comporta complicacions en la seva combinació. Aquesta adaptabilitat ha consolidat la seva presència com a elecció preferida en la vestimenta contemporània, transcendent les antigues connotacions negatives i donant-li una nova dimensió estètica i pràctica.

### Blanc
El blanc, en conjunció amb el vermell i el negre, figura entre els primers pigments emprats per l'ésser primitiu. L'etimologia de la paraula blanc deriva del germànic blank, que significa brillar. Aquest color simbolitza la perfecció, la puresa, la fe, la innocència, la suavitat, la netedat i l'elegància. En la cultura occidental, les núvies tradicionalment opten per vestits blancs, una elecció amb rerefons en les associacions bíbliques amb la virginitat, la puresa i la figura de la Verge.

### Rosa
El color rosa és lluminós i es presenta com una tonalitat més clara que el vermell. Aporta alegria. Tradicionalment s'ha associat amb allò femení. Un antic patró que crea estereotips de gènere i expectatives tradicionals. Representa la bondat i la suavitat, així com una sensació de relaxació. Aquest color té la capacitat per a connectar amb la infància. La seva vinculació amb la creativitat també és notable, sent un color que sovint s'associa amb l'expressió artística i la originalitat.
El rosa també està vinculat amb la bellesa, sent apreciat per aquells que busquen expressar dolçor i encant. Aquest element s'ha convertit en un símbol de l'amor.

### Taronja
El taronja és un color que connota espiritualitat, independència i confiança en un mateix. És el color de la creativitat, associat amb la vitalitat i l'energia positiva. Aporta una sensació de seguretat i força.
Aquest color està vinculat a la tardor i a Halloween, i és associat amb les fruites i verdures que prenen aquesta tonalitat. És un color cridaner, allunyat de la discreció, que sovint representa persones originals, rebels i actives. Tot i això, la seva intensitat pot provocar rebuig si es fa servir de manera excessiva, ja que pot resultar cansat per a la vista.
El taronja és fàcil de distingir a l'obscuritat, la seva brillantor facilita la identificació, i això es fa evident en la seva utilització en vaixells salvavides, armilles, senyals i elements de circulació. En molts països, els presos de les presons vesteixen de taronja, una elecció que facilita la tasca dels agents i dels centres penitenciaris en la identificació d'una persona, en cas de fuga.
En el context religiós, com en la tradició hindú, el taronja es considera un element sagrat que representa la perfecció espiritual.

### Violeta
El violeta és un color que ha transcendit diverses èpoques i cultures. A l'edat mitjana, era considerat un color luxós, atès el cost elevat dels pigments utilitzats per a la seva creació. A Roma, el violeta representava els homes de classe alta, simbolitzant poder i força, atorgant prestigi. Malgrat les seves connotacions de luxúria, el violeta també aporta melancolia i tristesa, creant una dualitat.
En el món del màrqueting, el violeta és usat amb freqüència per a productes de bellesa i articles íntims, associant-se amb l'elegància i la sensualitat.
Simbòlicament, el violeta està vinculat a l'educació i a la lluita contra la violència. Un color que es relaciona amb el feminisme. El 25 de març de 1911, dones treballadores, reivindicadores de la precarietat de la seva feina, es van veure atrapades en l'incendi d'una fàbrica tèxtil. En aquesta manipulaven teixits tenyits de color violeta. L'incendi va produir fum d'aquest color. D'aquí la seva associació.
En l'àmbit de les fruites, el color violeta es relaciona sovint amb varietats exòtiques. A més, el violeta està estretament associat amb el luxe i la sofisticació, convertint-se en un element distintiu en àmbits que busquen una imatge de classe.

### Marró
El color marró està lligat a la natura, àmpliament associat amb la terra. Aquest color exhibeix una notable varietat de tonalitats, d'ocres a beix.
El marró, tot ser interpretat com un color seriós, monòton, o fins i tot considerat avorrit i lleig, és, també, un element que pot transmetre sensació de confort, calidesa i seguretat. Aquesta dualitat en les seves connotacions revela la riquesa i complexitat del seu simbolisme.
És interessant observar que el marró és sovint identificat com un color que irradia una sensació de fiabilitat. Aquesta característica el converteix en una elecció popular en la decoració de llars, especialment en el segle XXI, on la tendència busca combinar aquest color amb el blanc. Aquesta combinació ofereix una atmosfera que evoca calma, calidesa, reconfort i elegància, creant un espai acollidor i estèticament agradable.
Així, el marró, lluny de ser considerat simplement com un color monòton, emergeix com una elecció intencionada que connecta amb la natura i aporta una sensació de seguretat i confort a través de la seva presència en diversos contextos.

### Gris
El color gris, amb la seva aparença neutra, engloba una rica simbologia segons el seu context. Tradicionalment, el gris s'ha associat amb la vellesa i la tristesa. També, s'associa amb un element que evoca calma i neutralitat.
Tanmateix, es vincula amb la saviesa i el coneixement, simbolitzant la seriositat i l'objectivitat. Aquest color transmet una sensació d'equilibri i elegància, oferint una estètica que es recull com a refinada i luxosa. La neutralitat del gris el converteix en una elecció sofisticada en disseny i la moda.
La delicadesa, l'ordre, la senzillesa i la calma els atributs associats al gris. La tonalitat tranquil·la d'aquest color pot aportar una sensació de pau i serenitat a l'entorn. En molts contextos, el gris és utilitzat per crear atmosferes d'harmonia.